# 오모리 신고
오모리 신고(일본어: 大森 真吾, 2001년 2월 9일~)는 일본의 축구 선수이다.

## 구단 경력
그는 2023년 J1리그의 홋카이도 콘사돌레 삿포로에 입단했다. 2024년 8월 J3리그의 기라반츠 기타큐슈로 이적했다. 2025년 J2리그의 몬테디오 야마가타로 이적했다.